# Grindtjärnen
Grindtjärnen är en sjö i Vänersborgs kommun i Dalsland och ingår i Örekilsälvens huvudavrinningsområde. Sjöns area är 0,008 kvadratkilometer och den är belägen 195 meter över havet.